# Wem
Wem egy kisváros Angliában, Észak-Shropshire grófságban. A várost déli részét átszeli a Roden folyó. Testvérvárosa a franciaországi Fismes. Lakossága a 2001-es népszámlálási adatok szerint 5142 fő.

## Rövid története
A város neve az angolszász Wamm szóból ered, melynek jelentése mocsár, ami a város körül elterülő mocsaras vidékekre utal.
A kisvárosról említést tesz a Domesday Book, habár a régészeti leletek tanúsága szerint a vidéket már a vaskor óta lakták. 1202-ben vásárvárosi kiváltságokat kapott. Régi épületeinek nagy része elpusztult az 1677-es tűzvészben.
A városban nemesítette Henry Eckford a szagosbükkönyt 1882-ben.

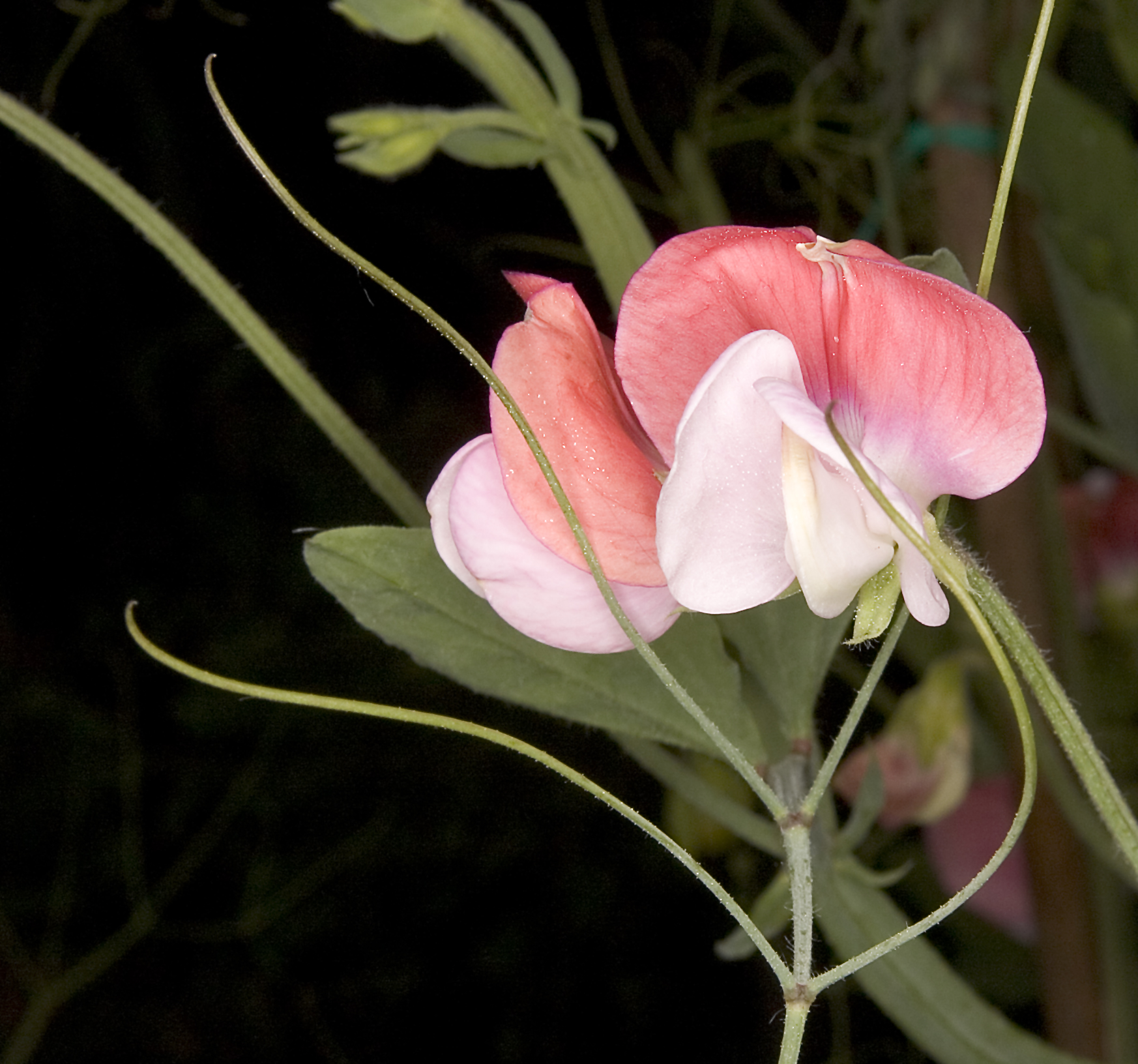
Szagosbükköny

## Közlekedés
A kisváros megközelíthető közúton illetve vasúton Crewe illetve Shrewsbury felől.